# Стрельникова, Инна Петровна
Инна Петровна Стрельникова (16 декабря 1927, Сестрорецк, Ленинградская область — 15 октября 2005, Москва) – советский и российский филолог-классик, литературовед, переводчик (с древних и новых языков), комментатор греческих и латинских авторов, преподаватель (греческий и латынь) в институте иностранных языков им. Мориса Тореза, кандидат филологических наук (1954).

## Биография
Родилась 16 декабря 1927 года в городе Сестрорецк в семье военного, впоследствии дипломата. Отец — Евсеев Петр Георгиевич в 1937 был командирован в Западный Китай в город Кульджу. Служил вице-консулом в советском консульстве. Вся семья уехала вместе с ним в Китай. Училась в школе при консульстве. После войны, вернувшись из эвакуации поступила в МГУ им. Ломоносова на классическое отделение филологического факультета. После окончания учебы окончила аспирантуру ИМЛИ им. Горького и в 1954 году защитила диссертацию «Литературная полемика в Риме второй половины 1-го века н.э. по эпиграммам Марциала». С 1955 года до её ухода на пенсию в 1985 году работала в античном секторе в институте мировой литературы (ИМЛИ) им. Горького. После выхода на пенсию преподавала латынь и греческий в институте иностранных языков им. Мориса Тореза. Вначале занималась преимущественно римской сатирой, впоследствии - средневековой латинской литературой.

## Участие в коллективных работах
Принимала участие во всех коллективных работах античного сектора института мировой литературы (ИМЛИ) им. Горького. Её работы и переводы есть в коллективных трудах: "История римской литературы", "Очерки истории римской литературной критики", "Памятники поздней античной научно-художественной прозы", "Очерки по истории античной эпистолографии", "Римская сатира", "Поэтика древнеримской литературы". Статьи в сборниках "Взаимосвязи и взаимодействие жанров в античной литературе на переходе от античности к средневековью", "Риторика и сатира", "Топик римской сатиры", "Эволюция жанра симпосия в позднеантичной литературе", перевод Квинтилиана "Воспитание оратора" и др.
Ею написаны несколько разделов в коллективной работе "Античный роман"(1969) и в монографии "Поэтика древнеримской литературы" (1989) под редакцией М.Гаспарова.
Её переводы с комментариями вошли в трехтомник "Памятники средневековой латинской литературы" т.1 (1970), т.2 (1972), Т.3 (1998).
Книга "Ораторское искусство в Древнем Риме" написана в соавторстве с Т.Кузнецовой (1976).
В 1972 году в её переводе вышла книга "Марк Туллий Цицерон. Трактаты об ораторском искусстве. Брут или о знаменитых ораторах" под редакцией Михаила Гаспарова. Переиздана в 2025 в издательстве "АСТ".
В воспоминаниях германиста Юрия Архипова рассказывается как вынудили уйти на пенсию самую красивую женщину в институте, Инну Стрельникову.

## Личная жизнь
- Первый муж - Стрельников Борис Георгиевич. Журналист-международник. Дочь — Стрельникова Татьяна Борисовна.

- Второй муж - Ушаков Александр Миронович. Филолог, кандидат наук.